# ساب ۹۵

ساب ۹۵ ( یا به انگلیسی:Saab 95) نام خودرو ای قدیمی ( تولید: شروع ۱۹۵۸ پایان ۱۹۷۸) است.

## کمپانی ساب
ساب یک کمپانی سوئدی است که طی 80 سال فعالیت خودروهایی بسیار منحصر به فرد و عالی را طراحی کرد. این کمپانی یکی از بزرگترین و قدرتمندترین برندهای خودرویی در جهان و در صنعت خودروسازی بود. هر چند این کمپانی به حیات خود پایان داد ولی محصولات زیبا و مقاوم و قدرتمند این شرکت را نمی توان فراموش کرد و امیدواریم روزی برسد که دوباره این برند زنده شود... مثل هامر آمریکایی و بورگوارد آلمانی! این کمپانی در اواخر عمرش زیرمجموعه جنرال موتورز بود و آخرین محصول تولیدی اش saab 9-5 بود که نتوانست به فروش خوبی دست پیدا کند و برای همیشه به تاریخ پیوست.

## انواع مدل های ساب
ursaab
saab 96
sonett
turbo 99
saab 900 SPG
saab 9000
Saab 9-3 Viggen
Saab 9-2X
9-3x
saab 9-5
saab 95

## معرفی ساب 95
ساب ۹۵ (Saab ۹۵) خودرویی است؛ که در سال‌های ۱۹۵۹ میلادی تا ۱۹۷۸میلادی تولید شده‌است. سیستم جعبه‌دندهٔ آن یک دنده عقب و  ۴ دنده حرکتی به صورت دستی است.

## نگارخانه

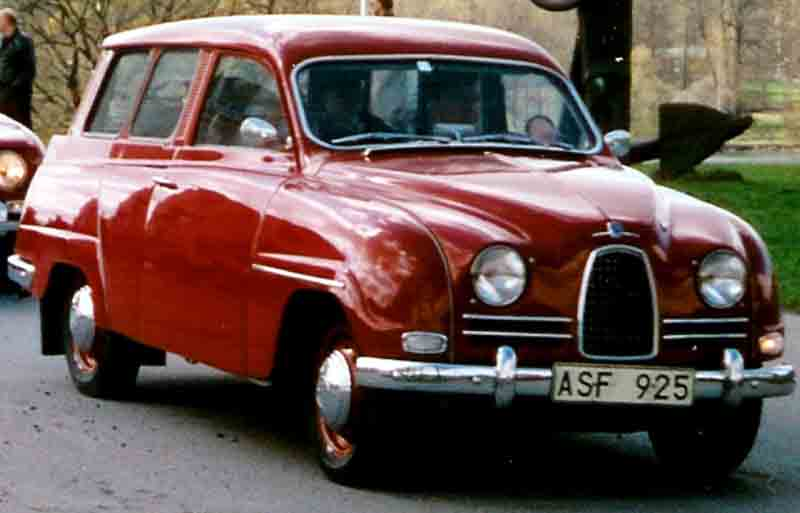
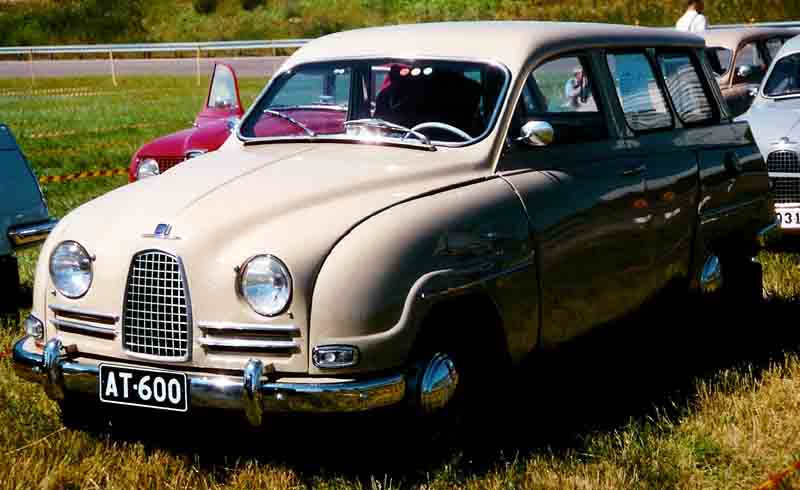
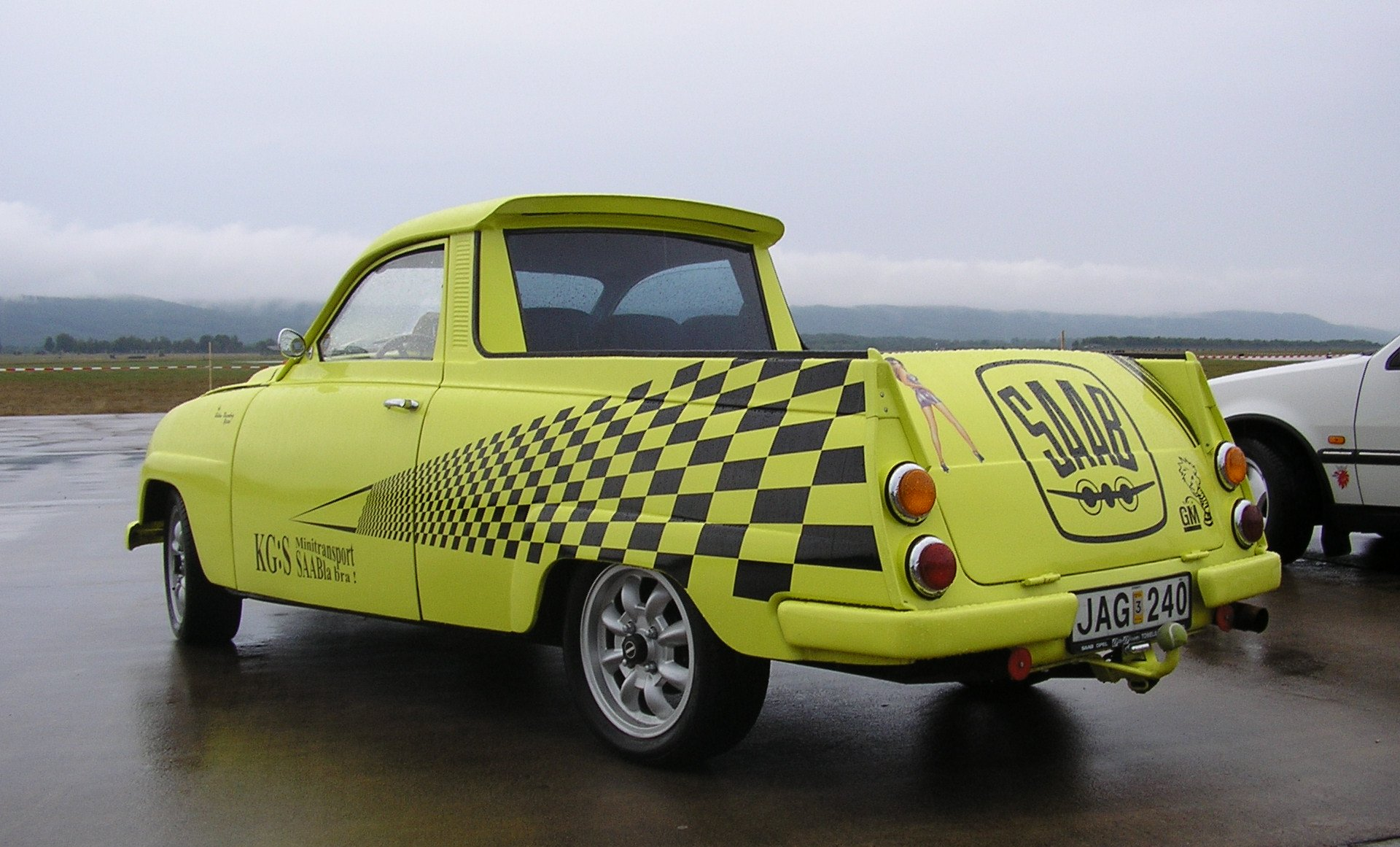